# Can Senties
Can Senties és una obra de Manlleu (Osona) inclosa a l'Inventari del Patrimoni Arquitectònic de Catalunya.

## Descripció
Habitatge plurifamiliar entre mitgeres de planta baixa i dos pisos d'un industrial manlleuenc.
La façana està formada per tres obertures amb arc rebaixat a la planta baixa amb brancals rectilinis. Sobre cada obertura en les plantes pis s'hi obre una balconada amb llosa de pedra sustentada per mènsules decorades i baranes de ferro forjat treballades. En la planta primera el balcó és corregut, presenta tres obertures. Una sanefa horitzontal lliga les diferents lloses delsbalcons.